# Липов (Гомельская область)
Липов (бел. Лі́паў, до 2005 года Ліпава) — агрогородок в Калинковичском районе Гомельской области Беларуси. Административный центр Липовского сельсовета.

## География

### Расположение
В 35 км на северо-восток от Калинкович, 7 км от железнодорожной станции Холодники (на линии Жлобин — Калинковичи), 124 км от Гомеля.

### Гидрография
На востоке мелиоративные каналы.

## Транспортная сеть
Транспортные связи по просёлочной, затем автомобильной дороге Гомель — Лунинец. Планировка состоит из криволинейной меридиональной улицы, к которой на севере присоединяются 2 короткие улицы, на юге застройка в виде квартала. Жилые дома кирпичные и деревянные, усадебного типа. Для переселенцев из Чернобыльской зоны построено 50 кирпичных домов коттеджного типа. Есть парк.

## История
По письменным источникам известна с XV века как поместье Горватов, которое передавалось по наследству. В 1737 году в его состав входили деревни Вязовица, Хомичи, Косетов, Переток, Узнаж, Людвиновка, Большая Людвиновка, Рудня, Заречье, Корени, Ледец, Осиповка и фольварки Евтушковичи, Атолин и Коренев.
После 2-го раздела Речи Посполитой (1793 год) в составе Российской империи. В 1800 году построена деревянная Параскиевская церковь. В 1843 году помещик Горват владел в деревнях Липов и Евтушковичи 15 820 десятинами земли, винокурней, 2 конными мельницами и 2 трактирами.
В 1850 году на восточной окраине деревни Горват заложил большой сад, высадил много редких деревьев и кустов. Здесь же в 1855-62 годах был построен кирпичный дворец, который включал в себя 3 корпуса, объединённых общей крышей (сейчас размещается администрация экспериментальной базы «Липово»). Во дворце имелись библиотека и картинная галерея.
В 1864 году открыто народное училище, которое разместилась в наёмном крестьянском доме, а в 1910 году для него построено здание. С 1860 года работал кирпичный завод, с 1880 года пивоваренный завод, с 1899 года смоловарня дворянина А. Л. Горвата. Согласно переписи 1897 года в деревне 10 дворов, 48 жителей действовали церковь, народное училище, 2 лавки и в одноимённом фольварке винокурня и кузница.
С 20 августа 1924 года центр Липовского сельсовета Калинковичского, с 27 сентября 1930 года Мозырского, с 12 февраля 1935 года Домановичского, с 20 февраля 1938 года Василевичского района Гомельской области. В 1920-х годах создан совхоз «Липово», работали паровая мельница, кирпичный завод, 2 кузницы, маслобойня, стальмашня, крахмальный (переоборудованный в 1925 году из винокурни) завод, действовала 7-летняя школа (в 1935 году 167 учеников).
Во время Великой Отечественной войны совхозная техника была эвакуирована в Пензу, животные в Тамбовскую область. Оккупанты создали в деревне свой опорный пункт, разгромленный партизанами в декабре 1942 года. В результате боя сгорели крахмальный завод, паровая мельница и дворец А. Горвата. В 1943 году каратели частично сожгли деревню. В декабре 1943 года в боях около деревни погибли 190 советских солдат и партизан (похоронены в братской могиле на кладбище). 37 жителей погибли на фронте.
В 1956 году 7-летняя школа преобразована в среднюю, на базе совхоза «Липово» создана Полесская сельскохозяйственная исследовательская станция Белорусского научно-исследовательского института земледелия. В 1978 году центр экспериментальной базы «Липово», располагались швейная мастерская, средняя и музыкальная школы, клуб, библиотека, детский сад, больница, отделение связи, магазин.
В состав Липовского сельсовета до 1966 года входила, в настоящее время не существующая, деревня Садовитый Остров.
В 2009 году деревня Липов преобразована в агрогородок.

## Население

### Численность
- 2004 год — 293 хозяйства, 721 житель.

### Динамика
- 1798 год — 6 дворов.
- 1897 год — 10 дворов, 48 жителей; в фольварке 10 дворов, 135 жителей (согласно переписи).
- 1959 год — 716 жителей (согласно переписи).
- 1978 год — 264 двора.
- 2004 год — 293 хозяйства, 721 житель.

## Достопримечательность
- Усадебно-парковый комплекс Горваттов[3]
- Братская могила советских воинов и партизан
- Памятник землякам, погибшим в Великой Отечественной войне